# رفيق جبور (صحفي)
رفيق جبور (1895-1927) هو صحفي فلسطيني ودبلوماسي، عمل قنصلاً في الإسكندرية قبل أن يُرقى إلى قنصل عام وقد عرف بأنه ثوري ينادي بالقومية مما أدى إلى نفيه إلى مصر. سافر إلى بيروت وتتلمذ على يد عيسى إسكندر المعلوف وترأس تحرير صحيفة فلسطين.
في ديسمبر 1926 عقد الحزب الشيوعي الفلسطيني ما عُرف بـ "المؤتمر الفلسطيني الأول" بالاتحاد بين الفلسطينيين العرب واليهود، وقد حضر المؤتمر 85 ممثلًا عن كافة الأراضي الفلسطينية منهم 20 فلسطينيًا عربيًا، وقد اُنتُخِبَ فلسطينيان لقيادة المؤتمر وهما عبد الغني الكرمي ورفيق جبور.
توفى في مدينة يافا عام 1927. وقال ابنه رافائيل أن المخابرات البريطانية هي من دَبرت قتله خاصة أنها رفضت نقل جثمانه إلى بيروت كي لا تُشرح جثته.

## كتبه
كان لرفيق جبور عدة كتب منها:
- مطامع الصهيونية في فلسطين الأمس واليوم وغدا، صدر عام 1923.[3]
- المسألة الفلسطينية، لم يصدر.[4]